# Szymonowicz (herb szlachecki)
Szymonowicz (Symonides, Kościesza odmienna II) – polski herb szlachecki z nobilitacji, według Szymańskiego odmiana herbu Kościesza.

## Opis herbu
Opis zgodnie z klasycznymi regułami blazonowania:
W polu czerwonym rogacina rozdarta i przekrzyżowana, srebrna. Klejnot: wieniec laurowy, na którym dwie kopie w krzyż skośny i jedna na opak, na nich, złote. Labry czerwone, podbite srebrem.

## Najwcześniejsze wzmianki
Nadany Szymonowi Szymonowicowi, wraz z nazwiskiem Bendoński 18 kwietnia 1590.

## Herbowni
Bendoński, Symonides, Szymonowic – Szymonowicz, Symonowicz